# São João da Mata
São João da Mata is een gemeente in de Braziliaanse deelstaat Minas Gerais. De gemeente telt 2.981 inwoners (schatting 2009).

## Aangrenzende gemeenten
De gemeente grenst aan Espírito Santo do Dourado, Poço Fundo, Silvianópolis en Turvolândia.